# Ryōto Kamiya
Ryōto Kamiya (japanisch 神谷 椋士 Kamiya Ryōto; * 16. Juni 1997 in der Präfektur Aichi) ist ein japanischer Fußballspieler.

## Karriere
Ryōto Kamiya erlernte das Fußballspielen in der Universitätsmannschaft der Tokai Gakuen University. Seinen ersten Vertrag unterschrieb er im Februar 2020 bei Kamatamare Sanuki. Der Verein aus Takamatsu, einer Großstadt in der Präfektur Kagawa auf der Insel Shikoku, spielte in der dritten japanischen Liga, der J3 League. 2020 stand er für Sanuki 20-mal in der dritten Liga auf dem Spielfeld. Die Saison 2021 wurde er vom FC Kariya ausgeliehen. Mit dem Verein aus Kariya spielt er in der vierten Liga, der Japan Football League. Für Kariya absolvierte er 30 Ligaspiele. Nach der Ausleihe kehrte er im Januar 2022 nach Takamatsu zurück.

## Sonstiges
Ryōto Kamiya ist der Zwillingsbruder von Kaito Kamiya (Kawasaki Frontale).